# Lagerlärka
Lagerlärka (Galerida theklae) är en tätting i familjen lärkor som förekommer i sydvästra Europa samt norra och östra Afrika söderut till norra Kenya.

## Utseende och läten
Lagerlärkan är mycket lik den vida spridda tofslärkan (Galerida cristata) med sin spetsiga tofs, men också i övrigt i både teckning och beteende. Den är dock något mindre (15–17 centimeter jämfört med tofslärkans 17–19) och har generellt kortare och mörkare näbb. Vidare är strecken på både rygg och bröst mer distinkta, de på bröstet på ljusare botten. Dräkten är också överlagt gråare men övre stjärttäckarna tydligare roströda än hos tofslärkan.
Även lätena är lika tofslärkans, men är mjukare. Den lockar med fler stavelser och flyktsången är mer varierad. Hanen utför sin sång från en busktopp, i låg sångflykt eller ibland i hög cirklande sångflykt.

## Utbredning och systematik
Lagerlärka delas in i tolv underarter med följande utbredning:
- Galerida theklae theklae – östra och södra Portugal, Spanien, Balearerna och sydligaste Frankrike
- Galerida theklae erlangeri – norra Marocko (i öster till algeriska gränsen, i söder till Atlasbergen)
- Galerida theklae ruficolor – nordöstra och centrala Marocko, vid kusten i Algeriet och norra Tunisien
- Galerida theklae theresae – sydvästra Marocko (söder om Atlasbergen) och Västsahara
- Galerida theklae superflua – nordöstra Marocko (i väster till Moulouya River), till norra Algeriet och Tunisien
- Galerida theklae carolinae – norra Sahara (östligaste Marocko till nordöstligaste Libyen och nordvästligaste Egypten)
- Galerida theklae praetermissa – högländer i södra Eritrea och i centrala Etiopien
- Galerida theklae huei – södra och centrala Etiopien (Bale berg, Arussi)
- Galerida theklae huriensis – södra Etiopien och norra Kenya (Huri Hills, i söder till Marsabit)
- Galerida theklae ellioti – norra och centrala Somalia
- Galerida theklae harrarensis – östra Etiopien (Jigjiga och Harar i Harari)
- Galerida theklae mallablensis – kustvatten i södra Somalia

I verket Handbook of Western Palearctic Birds (Shirihai & Svensson 2018) föreslås en annan underartsindelning, där underarten theresae inkluderas i ruficolor. Sedan 2022 följer svenska BirdLife Sverige dessa rekommendationer.
DNA-studier visar på stora genetiska skillnader mellan de afrikanska populationerna och de kring Medelhavet, men även inom den afrikanska gruppen, och kan därför utgöra skilda arter.

## Ekologi
Jämfört med tofslärkan trivs lagerlärkan i mer ursprungliga och karga miljöer, gärna högre upp på bergssluttningar eller på torra slättningar. Den påträffas också ibland i oliv- eller korkekslundar, eller på sandig buskmark. Fågeln lägger sina tre till fem ägg mellan februari och juni (mestadels maj) i norra delen av utbredningsområdet, från tidigt i april i Nordafrika, i Somalia maj-juli och i maj i Östafrika. Den lägger en till två kullar, i Spanien ibland tre. Boet är en sänka i marken bredvid eller under en buske eller tuva. Enbart honan ruvar, i tolv dagar, men ungarna matas av båda föräldrarna. Ungarna lämnar boet efter nio dagar och blir flygga efter 15.

## Status och hot
Arten har ett stort utbredningsområde och tros öka i antal. Internationella naturvårdsunionen IUCN listar den därför som livskraftig (LC). Världspopulationen uppskattas till mellan 23,3 och 37,9 miljoner vuxna individer. I Europa beräknas det häcka mellan 1,75 och 2,85 miljoner par.

## Namn
Fågelns vetenskapliga artnamn hedrar Thekla Klothilde Bertha Brehm (1833-1857), dotter till tyska pastorn och ornitologen Christian Ludwig Brehm som beskrev arten vetenskapligt 1857.

## Bilder

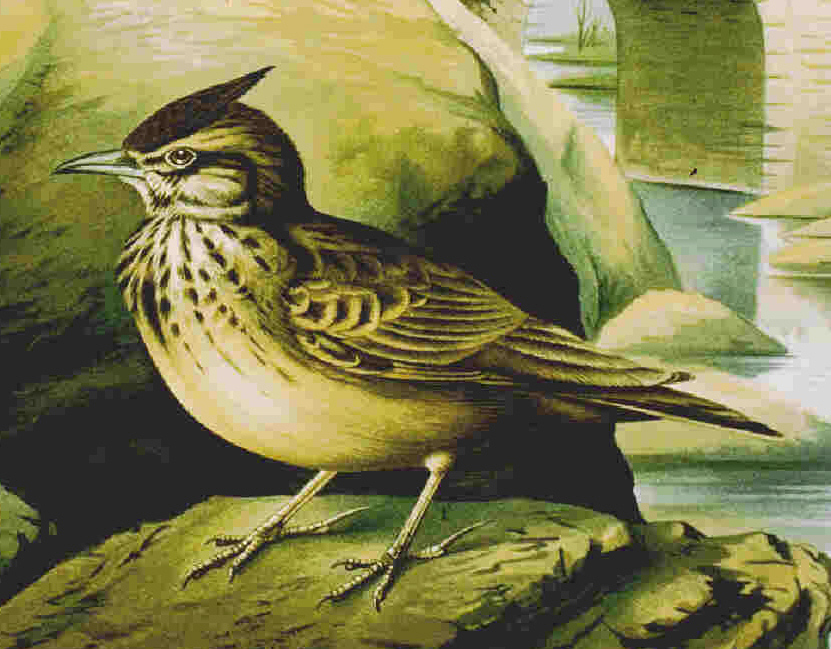
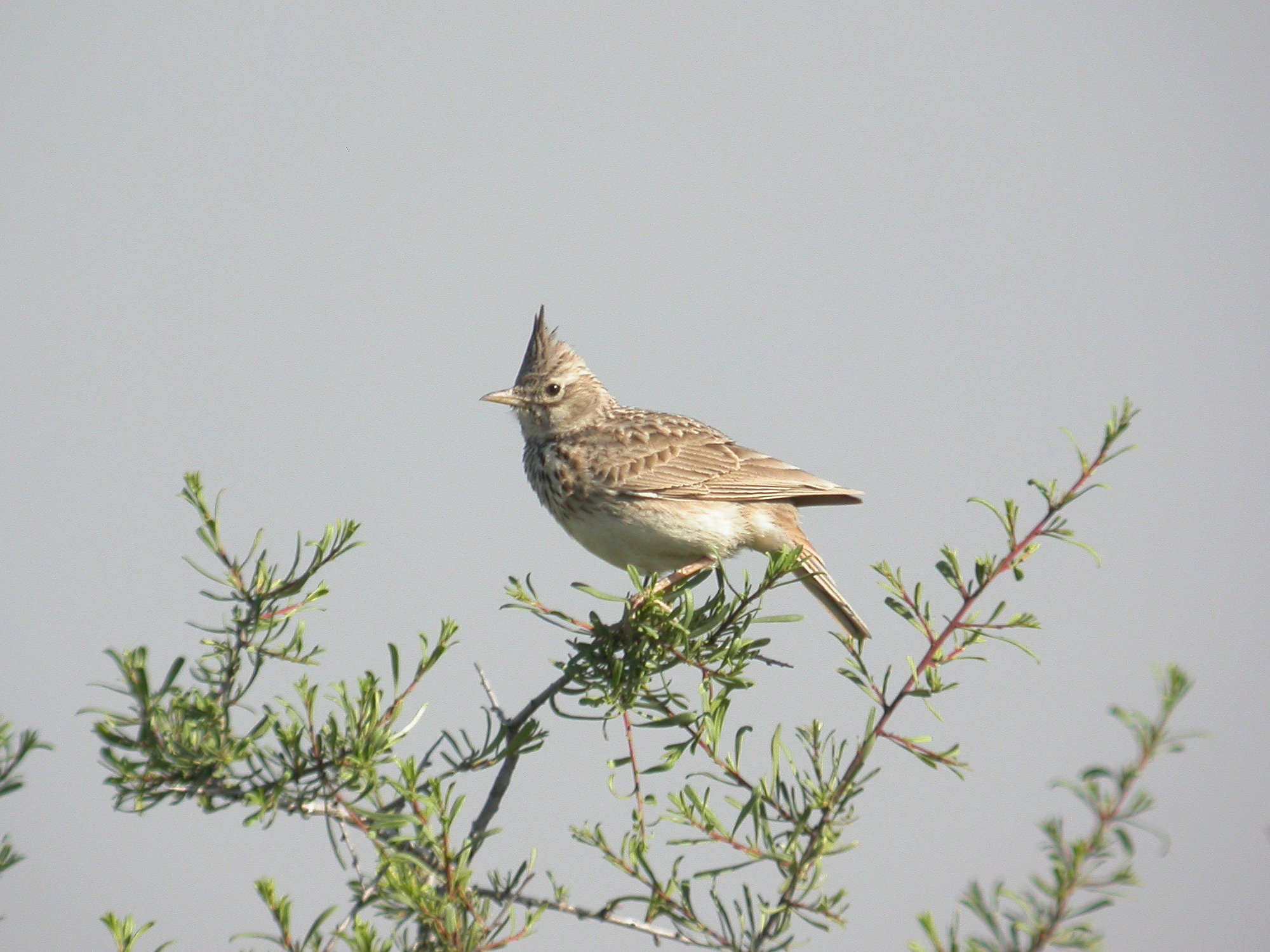
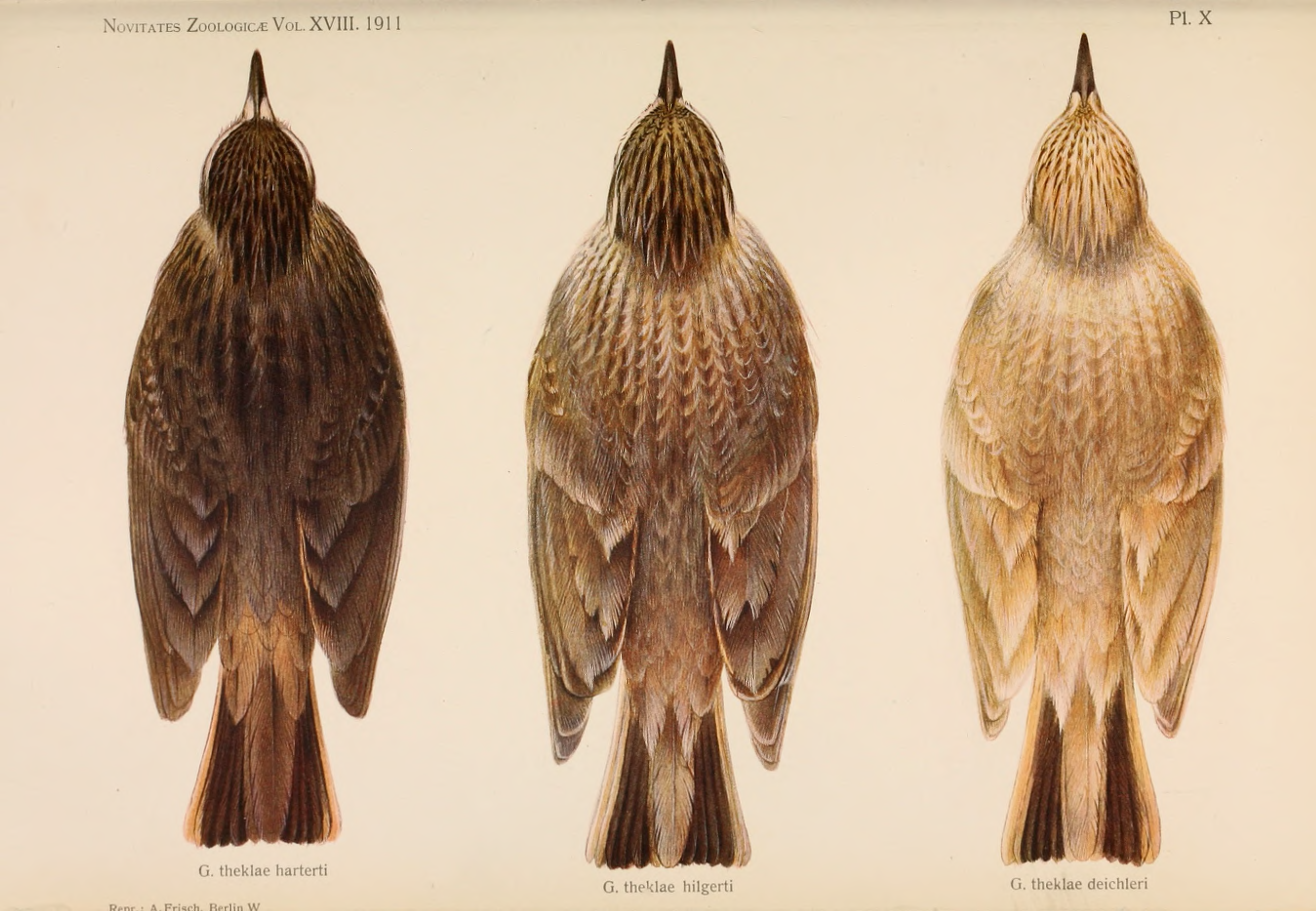
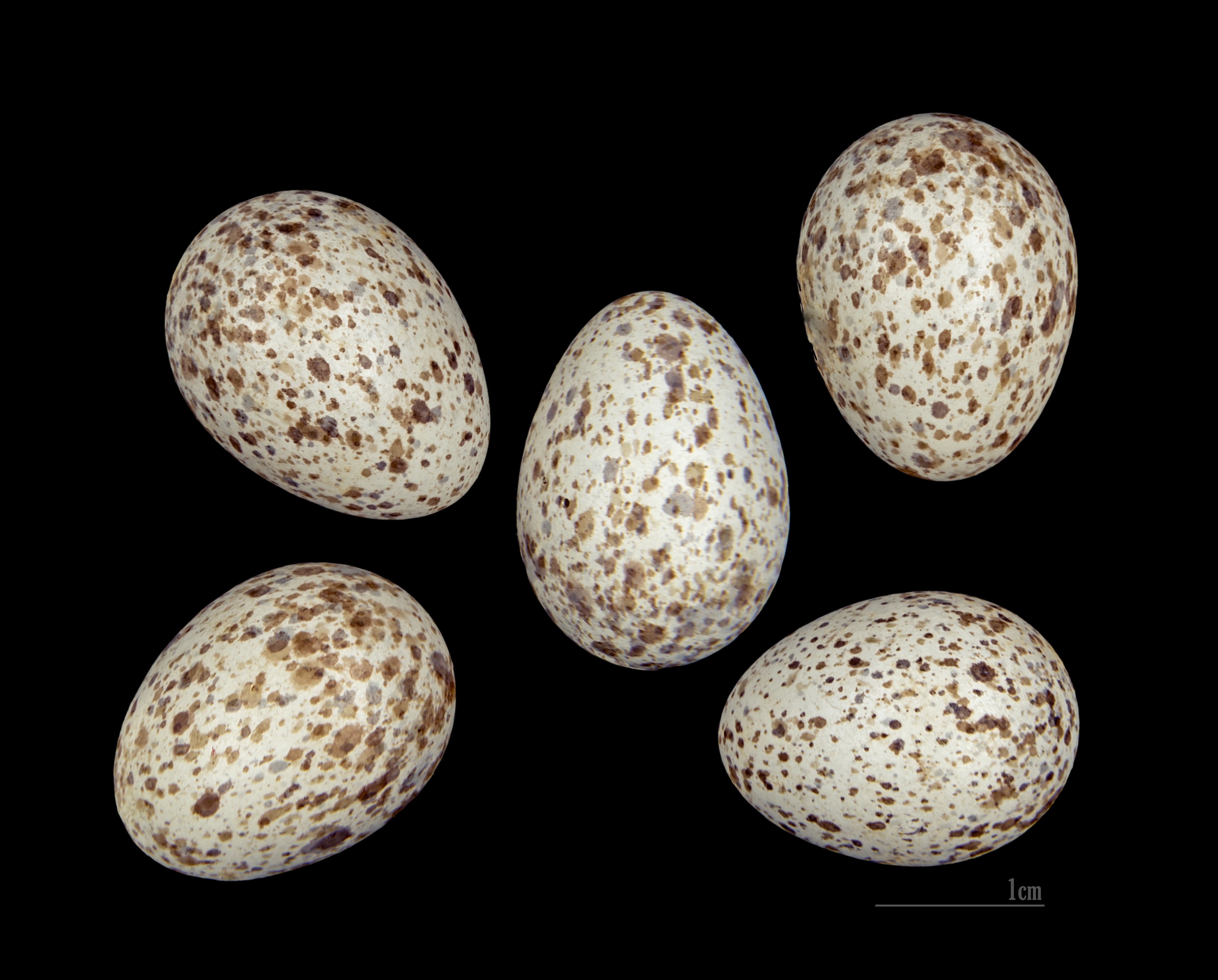